# Franz Alard

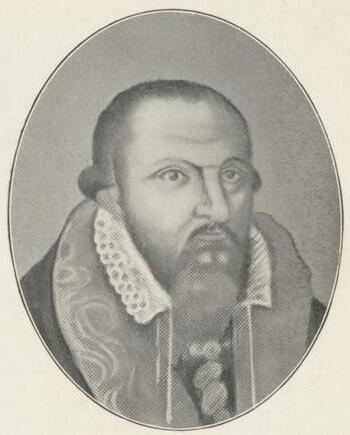
Franz Alard

Franz Alard, gelegentl. Franciscus Alard, (* in Brüssel; † 10. September 1578 in Wilster, Schleswig-Holstein) war ein lutherischer Prediger.

## Leben
Alard entstammte einer alteingesessenen Brabanter Familie; sein Vater nannte sich nach dem Stammsitz der Familie „Alard de Cantier“. Auf Wunsch seines Vaters trat Alard in Antwerpen in den Prediger-Orden ein. Dort lernte er mit ca. 20 Jahren durch einen Hamburger Kaufmann die Werke Martin Luthers kennen und ließ sich von diesen beeinflussen.
Alard verließ sein Kloster und ging nach Hamburg, um dort von seinem Bekannten die finanziellen Mittel zu erhalten, um die lutherische Theologie zu studieren. Da der Kaufmann aber in der Zwischenzeit verstorben war, war er gezwungen, dieses Vorhaben schon bald aufzugeben und in seine Heimatstadt zurückzukehren. Unklar ist, wer ihn an die Inquisition verraten hatte (auch seine eigene Familie stand in Verdacht), aber er konnte sich der Verhaftung durch Flucht entziehen.
Er rettete sich an den Hof der Grafen von Oldenburg und wirkte dort einige Zeit als Prediger. Als später den Lutheranern freie Religionsausübung zuerkannt wurde, nahm Alard einen Ruf nach Antwerpen an. Er wirkte dort als Prediger, bis ihn 1557 politische Unruhen (Reformatorischer Bildersturm) wieder vertrieben.
Sechs Jahre lang wirkte er als Pastor in Norden (Ostfriesland), anschließend in Kaltenkirchen und Kellinghusen (Schleswig-Holstein). Um 1566 kehrte Alard zu seiner Gemeinde in Antwerpen zurück. Neben seinen Aufgaben in der Gemeinde arbeitete er auch mit den Theologen Matthias Flacius und Cyriacus Spangenberg zusammen, mit denen er u. a. die Kirchenverwaltung neu strukturierte.
In Antwerpen heiratete er Gertrud Bennings. Mit ihr hatte er einen Sohn Wilhelm, der auch, wie eine Reihe weiterer Nachkommen, lutherischer Prediger wurde. Als ihn und seine Familie die Politik des Herzogs von Alba wiederum ins Exil trieb, ließ sich Alard in Wilster nieder. Er bekleidete dort ab etwa 1568 die Pfarrstelle der St.-Bartholomäus-Kirche, die er bis an sein Lebensende innehatte.
1576 veröffentlichte Alard eine Schrift zur Widerlegung der Lehre von Matthias Flacius, wonach die Erbsünde zum Wesen des Menschen gehöre.

## Werke (Auswahl)
- Katechismus op Frage en Antworde gestellt. 1568.